# Ahe (Tuamotu)
Ahe (andere Namen: Ahemaru, Omaru, Ahii; alte Namen: Vliegen (Jacob Le Maire), Peacock Island (Charles Wilkes)) ist ein flaches Korallenatoll in der Nordwestgruppe des Tuamotu-Archipels im Südpazifik. Geografisch zählt Ahe zur Untergruppe der König-Georg-Inseln (Îles du Roi Georges). Die nächste bewohnte Insel ist Manihi, 14 km im Osten gelegen.

## Geografie
Ahe und die Nachbarinsel Manihi liegen auf dem 2.760 m hohen „Ahe Seamount“, der aus einem Hot Spot der Pazifischen Platte entstanden ist. Der unterseeische Berg hat sich durch tektonische Prozesse abgesenkt und ragt heute nicht mehr über den Meeresspiegel hinaus. Von dem Atoll ist lediglich der dichte, nahezu geschlossene Kranz von zahlreichen Koralleninselchen (Motus) verblieben, die zusammen eine Landfläche von knapp 12 km² haben. Die 145 km² große, durchschnittlich 10 m tiefe und mit gefährlichen Korallenriffen gesprenkelte Lagune hat nur eine einzige befahrbare Passage zum Pazifischen Ozean (Passe de Tiareroa).

## Politik und Verwaltung
Politisch gehört die Insel zum französischen Überseeland (Pays d'outre-mer – POM) Französisch-Polynesien und ist damit der EU angegliedert. Sie wird von einer Unterabteilung (Subdivision administrative des Îles Tuamotu-Gambier) des Hochkommissariats von Französisch-Polynesien (Haut-commissariat de la République en Polynésie française) mit Sitz in Papeete verwaltet. Zusammen mit dem benachbarten Manihi bildet die Insel die politische Gemeinde Manihi (Commune de Manihi) mit insgesamt 1240 Einwohnern, von denen 555 auf Ahe selbst entfallen. Amtssprache ist Französisch. Währung ist (noch) der an den Euro gebundene CFP-Franc. Die Bewohner sind überwiegend katholischer Konfession. Einziger Ort ist Tenukupara auf der Insel Teararoa im Südwesten mit etwa 200 Einwohnern. Auf einigen weiteren mit Kokospalmen und anderer tropischer Vegetation dicht bewachsenen Motus liegen einzelne Streusiedlungen.

## Infrastruktur
Im Norden der Insel liegt auf einem unbewohnten Motu der erst 1997 eröffnete Flugplatz Ahe (ICAO-ID: NTHE), nicht mehr als eine 1.240 m lange Asphaltlandebahn, die nur von Kleinflugzeugen der Air Tahiti angeflogen wird.
Straßen gibt es keine, nur eine unbefestigte Piste, die einige der Motus verbindet. Hauptverkehrsmittel ist das Boot.
Das wirtschaftliche Standbein der Insel ist heute die Zucht von Schwarzen Perlen. In der Lagune sind mehrere Perlenfarmen verankert. Daneben wird in geringem Umfang Kopra exportiert. Der Tourismus spielt kaum eine Rolle. Es gibt nur ein privat betriebenes Gästehaus, keine Restaurants und keine sonstige touristische Infrastruktur. Der kleine, nur zeitweise geöffnete Laden wird von dem einmal im Monat verkehrenden Schiff aus Tahiti versorgt und hat lediglich ein beschränktes Angebot.

## Geschichte
Bisher ist nur ein einziger Hinweis auf polynesische Ureinwohner bekannt, eine Dechsel aus Basalt, die der amerikanische Anthropologe Kenneth P. Emory während seiner Südseeexpedition 1929 bis 1934 für das Bernice P. Bishop Museum sammelte. Auf Ahe gibt es keine Basalt-Vorkommen. Der Archäologe Marshall Weisler untersuchte das Material des Fundstückes und stellte fest, dass das Gestein von dem 500 km entfernten Tahiti importiert wurde. Ob dieser Fund ein Beleg ist für eine dauerhafte Besiedlung oder nur für eine zeitweilige Anwesenheit früher Polynesier, ist bisher nicht näher untersucht worden.
Die Holländer Willem Cornelisz Schouten und Jacob Le Maire waren die ersten Europäer, die am 19. April 1616 mit ihrem Schiff Eendracht die Insel Ahe erreichten. Zu möglichen Einwohnern macht Le Maire keine Aussagen und nennt die Insel „Vliegen Eyland“, weil die Mannschaft von dichten Wolken schwarzer Fliegen geplagt wurde.

„Kurz danach fanden wir eine andere Insel. Dort gab es viele wildgewachsene Bäume und auch einen Salzwassersee im Innern. Unsere Männer waren, als sie wieder an Bord kamen, völlig von Fliegen bedeckt, sodass wir keinen Teil der Insel gründlich untersuchen konnten. […] Wir nannten die Insel daher ‚Fliegen-Insel‘ und verließen sie in westlicher Richtung.“

Am 25. Mai 1722 erreichte Jakob Roggeveen mit den Schiffen Arend und Thienhoven die Insel Ahe, ging aber nicht an Land. Er gibt jedoch einen Hinweis auf mögliche Bewohner: „[…] sie wird von Wilden bewohnt, groß im Körperbau und mit Bogen und Pfeilen bewaffnet.“
Die United States Exploring Expedition erreichte Ahe am 4. September 1839 und fertigte die erste Karte der Insel. Charles Wilkes nannte sie „Peacock Island“ nach der USS Peacock, einer Sloop der Expedition. Er selbst ging mit einer Gruppe von Wissenschaftlern am folgenden Morgen an Land, um Messungen vorzunehmen und die genaue Position zu bestimmen. Wilkes berichtet, dass die Vegetation der anderer flacher Inseln der Tuamotus entsprach, jedoch keine Kokospalmen zu finden waren. Ahe war unbewohnt.
Der französische Segler, Abenteurer und Publizist Bernard Moitessier lebte Ende der 1970er Jahre in einer freiwillig gewählten Robinsonade einige Zeit auf dem Motu Poro-Poro.

## Bildergalerie

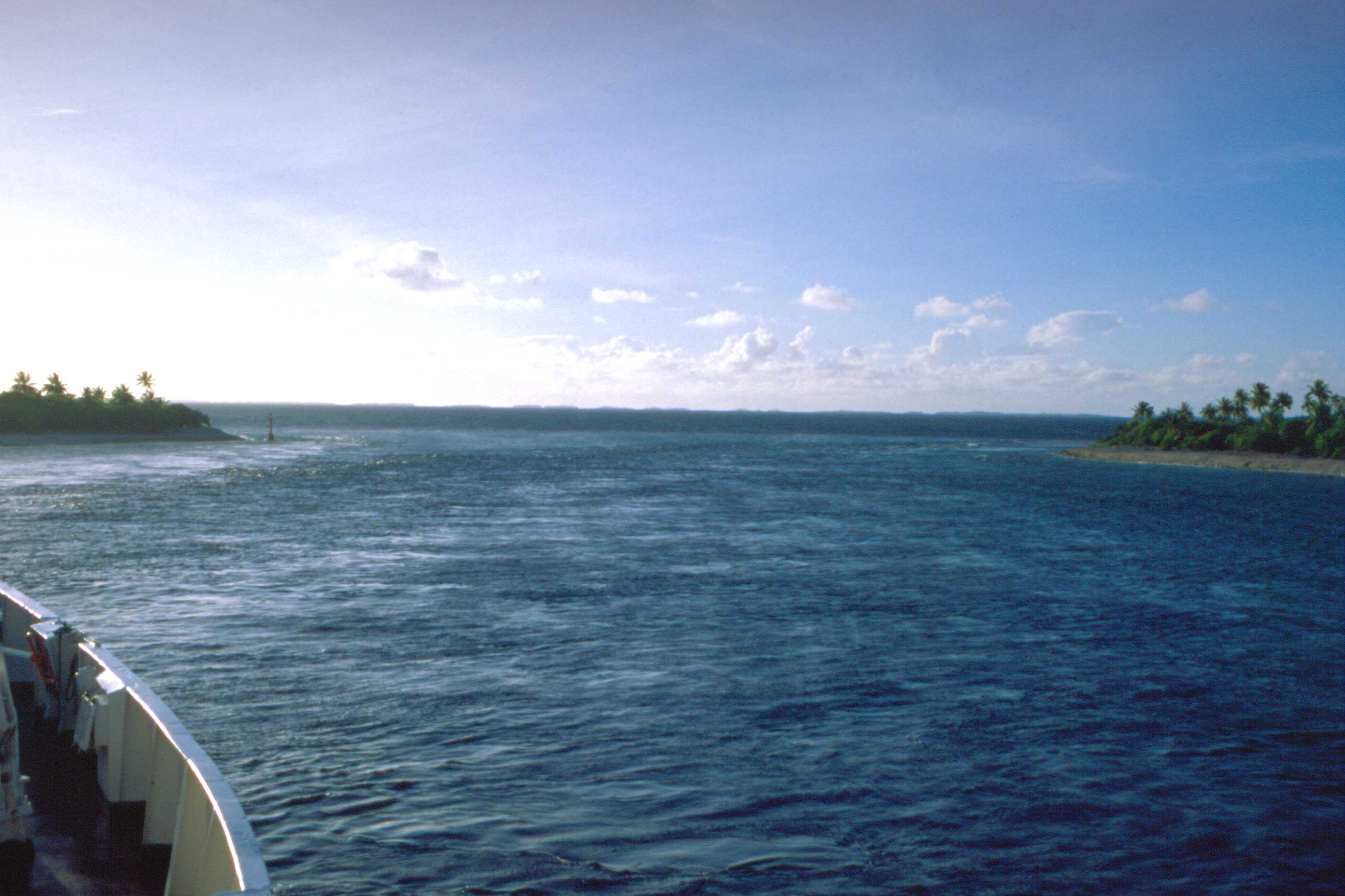
Einfahrt in die Passe de Tiareroa
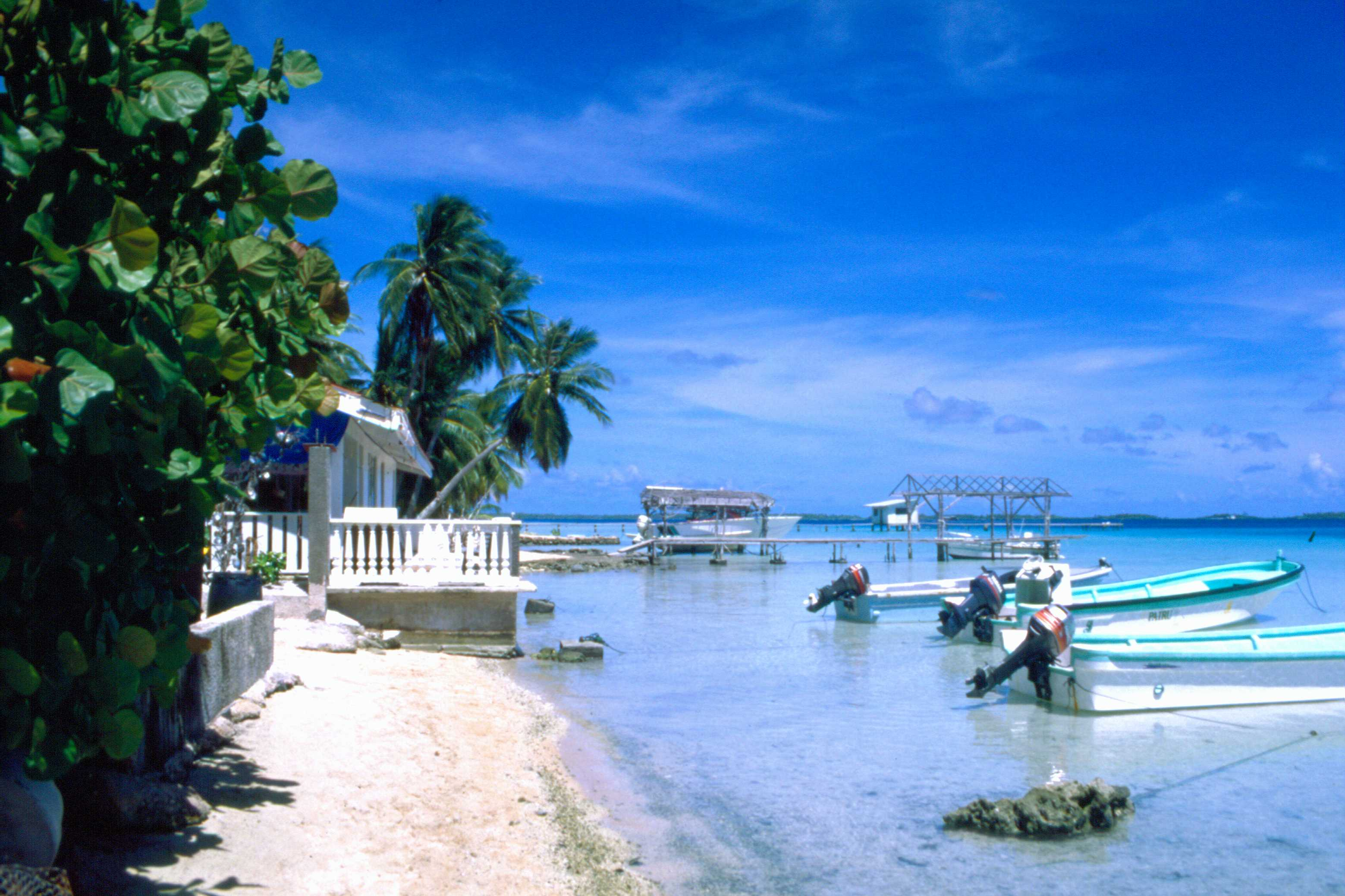
Lagune von Ahe
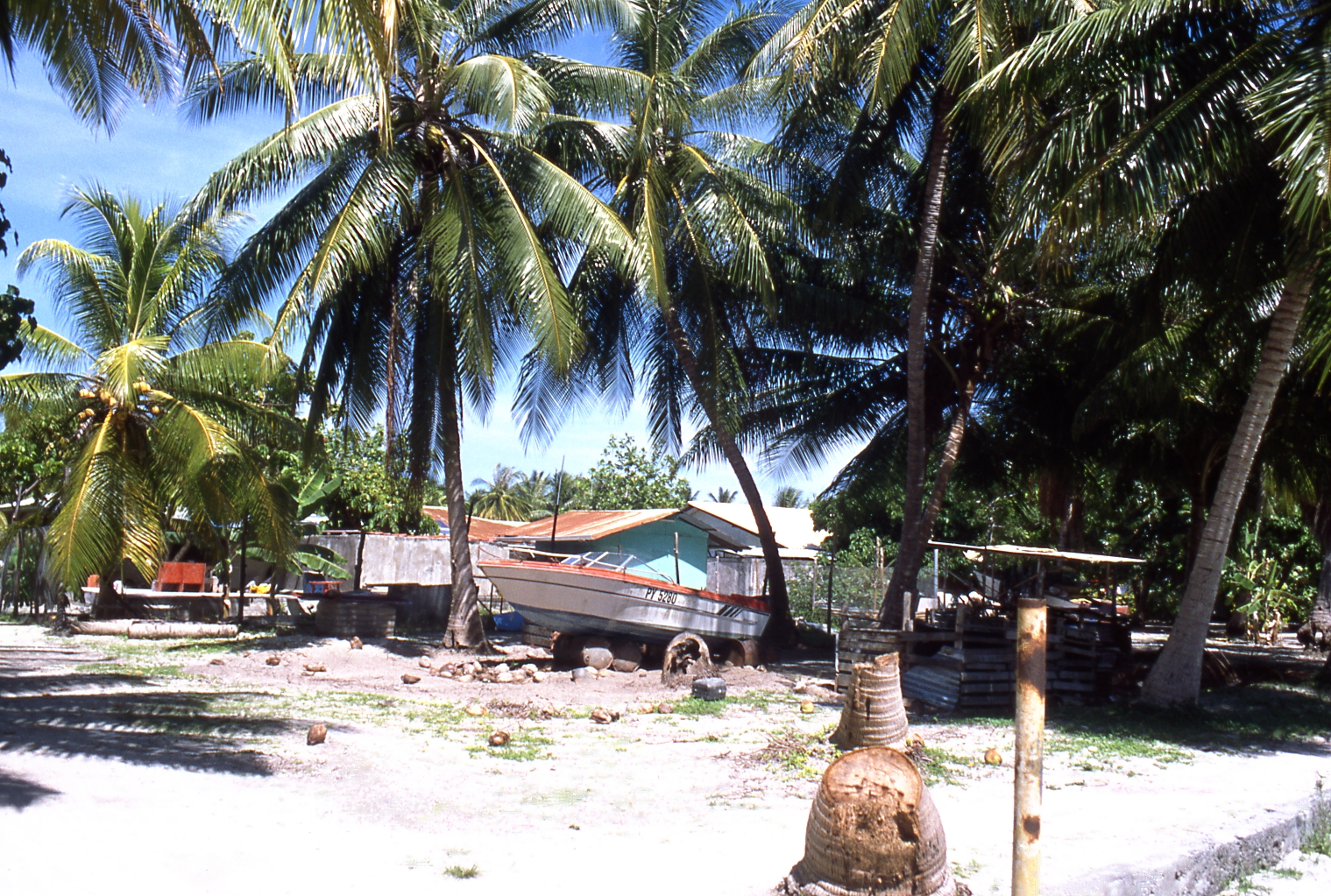
Tenukupara, Ahe-Atoll